# Parastegophilus
Parastegophilus is een geslacht van straalvinnige vissen uit de familie van de parasitaire meervallen (Trichomycteridae).

## Soorten
- Parastegophilus maculatus (Steindachner, 1879)
- Parastegophilus paulensis (Miranda Ribeiro, 1918)